# 傑斯明 (加利福尼亞州)
傑斯明（英語：Jasmin）是位於美國加利福尼亞州克恩縣的一個非建制地區。該地的面積和人口皆未知。

## 地理
傑斯明的座標為35°44′34″N 118°08′41″W / 35.74278°N 118.14472°W，而該地的平均海拔高度為138米（即453英尺）。